# Hatișerif
Hatișeriful era un document emis de sultanul Imperiului Otoman sau de un înalt demnitar al imperiului. Domnii Țării Românești și Moldovei emiteau, de asemenea, hatișerifuri. 

## Privitoare la istoria românilor
- Hatișeriful din 1784: fixează tributul[1]
- Hatișeriful din 1802: amintește de scutirea de tribut a Țării Românești și Moldovei în 1792, după Pacea de la Iași[2]